# Thomas Johansson
Thomas Johansson (Linköping, Suecia 24 de marzo de 1975) es un exjugador y entrenador de tenis profesional sueco. Alcanzó el puesto número 7 del ranking mundial de individuales de la Asociación de Tenistas Profesionales (ATP) en mayo de 2002. Entre sus logros individuales más destacados se incluyen un título importante en el Abierto de Australia de 2002 y un título de Masters en el Masters de Canadá de 1999. También ganó una medalla de plata en los Juegos Olímpicos de Pekín 2008 en dobles masculinos, haciendo pareja con Simon Aspelin.

## Trayectoria
En 1989, se proclamó campeón europeo de individuales en categoría 14 y ganó el título de dobles (con Magnus Norman). Incluso tras lesionarse el codo derecho jugando el campeonato de tenis Orange Bowl en categoría 16 en 1991, llegó a la final, donde perdió contra el español Gonzalo Corrales. Terminó número 10 en el ranking mundial júnior de 1993.
Ese mismo año se unió al pro tour por primera vez, y se convirtió en profesional al año siguiente. Ha logrado ganar 9 títulos individuales de alto nivel y 1 título de dobles, incluyendo el Masters de Canadá de 1999, derrotando al número 4 del mundo Yevgeny Kafelnikov de un set abajo, y el Abierto de Australia de 2002, que ganó inesperadamente (aunque nunca había progresado más allá de los cuartos de final de ninguno de sus 24 Grand Slams anteriores) después de derrotar a Jacobo Díaz, Markus Hipfl, Younes El Aynaoui, Adrian Voinea, Jonas Björkman y Jiří Novák antes de derrotar a su oponente muy favorito en la final, Marat Safin, en cuatro sets, nuevamente de un set abajo. Johansson se convirtió en el primer jugador sueco en ganar un Slam desde que Stefan Edberg ganó el título del Abierto de Estados Unidos de 1992, y el primer sueco en reclamar el Abierto de Australia desde su ídolo Mats Wilander en 1988
Una lesión en la rodilla privó a Johansson de disputar la segunda mitad de la temporada 2002, y prácticamente la totalidad de 2003, con lo cual el sueco no pudo reincorporarse al circuito en su mejor forma sino hasta el año siguiente. En el 2005, se convirtió en el primer tenista sueco en alcanzar las semifinales de Wimbledon desde que Stefan Edberg lo hiciera en 1993. En esta etapa, Johansson cayó ante Andy Roddick en un disputado partido que se prolongó por 4 sets, con resultado final 7-6 2-6 6-7 6-7. Se retiró el 12 de junio de 2009.
Desde diciembre de 2020 es director general del APT Padel Tour, así como jugador de pádel dentro de este mismo circuito junto al que fuese su compañero en el dobles de tenis, Jonas Björkman.

## Entrenador
En 2019 comenzó a entrenar a David Goffin hasta 2020, cuando dejan de trabajar juntos. En 2023 comenzó a entrenar a Sorana Cirstea.
En 2024 Johansson es fichado como técnico por parte de un Kei Nishikori.

## Torneos de Grand Slam

### Campeón Individuales (1)
| Año  | Campeonato           | Oponente en la final | Resultado en final |
| 2002 | Abierto de Australia | Marat Safin          | 3-6 6-4 6-4 7-6(4) |

## Títulos (10; 9+1)

### Individuales (9)
| Leyenda                |
| Grand Slam (1)         |
| Tennis Masters Cup (0) |
| ATP Masters Series (1) |
| ATP Tour (7)           |

| N.º | Fecha                    | Torneo           | Superficie | Oponente en la final | Resultado          |
| --- | ------------------------ | ---------------- | ---------- | -------------------- | ------------------ |
| 1.  | 10 de marzo de 1997      | Copenhague       | Carpeta    | Martin Damm          | 6-4 3-6 6-2        |
| 2.  | 18 de septiembre de 1997 | San Petersburgo  | Carpeta    | Renzo Furlan         | 6-3 6-4            |
| 3.  | 2 de agosto de 1999      | Montreal Masters | Dura       | Yevgeny Kafelnikov   | 1-6 6-3 6-3        |
| 4.  | 20 de noviembre de 2000  | Estocolmo        | Dura       | Yevgeny Kafelnikov   | 6-2 6-4 6-4        |
| 5.  | 11 de junio de 2001      | Halle            | Césped     | Fabrice Santoro      | 6-3 6-7(5) 6-2     |
| 6.  | 18 de junio de 2001      | Nottingham       | Césped     | Harel Levy           | 7-5 6-3            |
| 7.  | 14 de enero de 2002      | Australian Open  | Dura       | Marat Safin          | 3-6 6-4 6-4 7-6(4) |
| 8.  | 25 de octubre de 2004    | Estocolmo        | Dura       | Andre Agassi         | 3-6 6-3 7-6(4)     |
| 9.  | 24 de octubre de 2005    | San Petersburgo  | Carpeta    | Nicolas Kiefer       | 6-4 6-2            |

### Finalista en individuales (5)
- 1998: Róterdam (pierde ante Jan Siemerink)
- 1998: Estocolmo (pierde ante Todd Martin)
- 2004: Nottingham (pierde ante Paradorn Srichaphan)
- 2006: San Petersburgo (pierde ante Mario Ančić)
- 2007: Estocolmo (pierde ante Ivo Karlović)

### Clasificación en torneos del Grand Slam
| Torneo             | 2008 | 2007 | 2006 | 2005 | 2004 | 2003 | 2002 | 2001 | 2000 | 1999 | 1998 | 1997 | 1996 | 1995 | 1994 | Títulos |
| ------------------ | ---- | ---- | ---- | ---- | ---- | ---- | ---- | ---- | ---- | ---- | ---- | ---- | ---- | ---- | ---- | ------- |
| Australian Open    | 1R   | 2R   | 4R   | 4R   | 1R   | -    | G    | 3R   | 2R   | 1R   | 1R   | 2R   | 2R   | -    | 1R   | 1       |
| Roland Garros      | 1R   | 1R   | 1R   | 2R   | -    | -    | 2R   | 1R   | 2R   | -    | 1R   | 1R   | 2R   | 1R   | -    | 0       |
| Wimbledon          | 2R   | 1R   | 1R   | SF   | 3R   | -    | 1R   | 2R   | 4R   | 2R   | 3R   | 2R   | 4R   | -    | -    | 0       |
| US Open            | 1R   | 3R   | 1R   | 2R   | 3R   | -    | -    | 4R   | CF   | -    | CF   | 1R   | 2R   | -    | -    | 0       |
| Tennis Masters Cup |      | -    | -    | -    | -    | -    | RR   | -    | -    | -    | -    | -    | -    | -    | -    | 0       |

### Dobles (1)
| Leyenda                |
| Grand Slam (0)         |
| Tennis Masters Cup (0) |
| ATP Masters Series (0) |
| ATP Tour (1)           |

| N.º | Fecha               | Torneo | Superficie    | Pareja         | Oponentes en la final         | Resultado    |
| --- | ------------------- | ------ | ------------- | -------------- | ----------------------------- | ------------ |
| 1   | 16 de julio de 2006 | Bastad | Tierra batida | Jonas Björkman | Christopher Kas Oliver Marach | 6-3 4-6 10-4 |

### Finalista en dobles (1)
- 2008: Juegos Olímpicos de Pekín (junto a Simon Aspelin pierden ante Roger Federer y Stanislas Wawrinka)

### Challengers (3)
| N.º | Fecha                    | Torneo     | Superficie    | Oponente en la final | Resultado  |
| --- | ------------------------ | ---------- | ------------- | -------------------- | ---------- |
| 1   | 8 de mayo de 1995        | Jerusalén  | Dura          | Patrick Baur         | 6-4 7-6    |
| 2   | 18 de septiembre de 1995 | Nápoles    | Tierra batida | Frederic Vitoux      | 6-0 6-0    |
| 3   | 6 de agosto de 2007      | Binghamton | Dura          | Dušan Vemić          | 6-4 7-6(5) |